# Arcadia 2001
Arcadia 2001 – 8-bitowa konsola gier wideo drugiej generacji, wydana przez Emerson Radio w maju 1982 roku. Produkcja została  przerwana zaledwie 18 miesięcy później, a łącznie wydano 35 gier. Emerson Radio udzieliło licencji na swoją konsolę firmie Bandai, która wydała ją w Japonii.

## Opis
Arcadia jest znacznie mniejsza niż jej współcześni konkurenci i jest zasilana przez standardowy zasilacz 12 V, dzięki czemu może być używana również w samochodzie. Posiada dwa gniazda słuchawkowe po lewej i prawej stronie z tyłu obudowy.
Urządzenie było wyposażone w dwa kontrolery w stylu podobnym do tego z konsoli Intellivision z 12-przyciskową klawiaturą i dwoma przyciskami po bokach. Panele kierunkowe mają zdejmowane mocowanie joysticka. Większość gier była dostarczana z nakładkami BoPET, które można zastosować na klawiaturach kontrolera. Sama konsola ma pięć przycisków: Power, Start, Reset, Options i Select.

## Specyfikacja techniczna
- CPU: Signetics 2650 lub Signetics 2650A
- RAM: 1 KB
- Video display: 128 × 208 / 128 × 104, 8 Colours
- GPU: Signetics 2637 UVI  3.58 MHz lub 3.55 MHz
- Dźwięk: "Beeper" + "Noise"